# Vocal quasioberta anterior no arrodonida
La vocal quasioberta anterior no arrodonida és un tipus de so vocal utilitat en alguns parlars. El símbol de l'Alfabet Fonètic Internacional que representa aquest so és [æ], com la lligadura Æ en minúscula de l'alfabet llatí.
Té el primer grau d'obertura, semioberta, que significa que la posició de la llengua és similar a una vocal oberta però lleugerament més estreta. El punt d'articulació és anterior, és a dir que la llengua se situa el més lluny possible dels llavis. No és arrodonida, ja que els llavis no formen un cercle.
En català representa el so especialment obert de la e oberta que es dona en alguns parlars mallorquins, com és el cas del parlar de Felanitx, en lloc del so estàndard [ɛ], per exemple biaix [biǽʃ].
En altres llengües:
- Anglès: fat [fæt] «gras»
- Finès: mäki [mæki] «turó»
- Persa: در [dær] «porta»
- Suec: här [hæːr], «aquí»